# 주즈하프

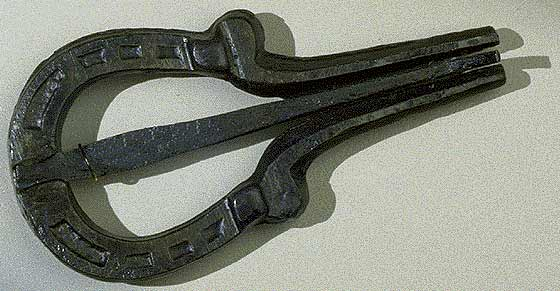
주즈하프

주즈하프(영어: Jew's Harp) 또는 구금(口琴)은 편자형 따위의 금속 테에 철사를 친 것으로 호른보스텔-작스 분류로는 발현 몸울림악기(plucked idiophones)에 들어간다. 문자 그대로 우리말로 옮기면 '유대인 하프'지만 유대인(Jew)과는 아무런 관계가 없고 오히려 튀르크족과 관련이 있다.

## 주법과 구조
이 사이에 물고 손가락으로 현을 퉁겨 소리를 낸다. 입에 물 수 있는 틀과 진동하며 소리를 내는 탄성이 있는 얇은 판(tongue)으로 구성되어 있는 아주 단순한 악기이며, 입에 문 뒤 판을 손가락으로 퉁겨 판이 입 안에서 울리는 소리로 음을 낼 수 있다. 판은 금속으로 만드는 것이 대부분이지만 아시아에서는 얇게 깎은 대나무를 사용하기도 한다. 음계는 휘파람을 불 때처럼 입과 턱관절을 사용해 조절한다.

## 분포
형태가 간단하므로 중국의 커우셴(중국어: 口弦), 아이누의 뭇쿠리(일본어: ムックリ), 필리핀의 쿠빙(Kubing), 베트남의 단 모이(Đàn môi), 인도의 모르싱(मोरचंग), 키르기스스탄의 테미르 코무즈(Temir komuz) 등 전 세계에 비슷한 형태의 악기가 여럿 존재한다.

## 같이 보기
- 베림바우